# Грошенков, Пётр Павлович
Пётр Павлович Грошенков (1920—2006) — старший сержант Советской Армии, участник Великой Отечественной войны, Герой Советского Союза (1943).

## Биография
Пётр Грошенков родился 29 мая 1920 года в деревне Пчельна (ныне — Одоевский район Тульской области) в крестьянской семье. Окончил пять классов школы, работал в колхозе. В 1940 году Грошенков был призван на службу в Рабоче-крестьянскую Красную Армию. С 1941 года — на фронтах Великой Отечественной войны. К сентябрю 1943 года красноармеец Пётр Грошенков был разведчиком 496-й отдельной разведроты 236-й стрелковой дивизии 46-й армии Степного фронта. Отличился во время битвы за Днепр.
В ночь с 25 на 26 сентября 1943 года Грошенков в составе разведгруппы одним из первых переправился через Днепр в районе села Сошиновка Верхнеднепровского района Днепропетровской области Украинской ССР и принял активное участие в боях на правом берегу реки. 26 сентября 1943 года во время отражения контратаки немецкого пехотного батальона он лично уничтожил несколько солдат противника.
Указом Президиума Верховного Совета СССР от 1 ноября 1943 года за «образцовое выполнение боевых заданий командования на фронте борьбы с немецкими захватчиками и проявленные при этом мужество и героизм» красноармеец Пётр Грошенков был удостоен высокого звания Героя Советского Союза с вручением ордена Ленина и медали «Золотая Звезда» за номером 3312.
В 1946 году в звании старшего сержанта Грошенков был демобилизован. Проживал в Москве, работал начальником охраны киностудии. Скончался 19 ноября 2006 года, похоронен на Троекуровском кладбище Москвы.
Был также награждён орденами Отечественной войны 1-й степени и Красной Звезды, а также рядом медалей.